# 津田重次
津田 重次（つだ しげつぐ）は、安土桃山時代から江戸時代前期にかけての武将。加賀藩家老。

## 略歴
天正14年（1576年）、津田重久の次男として誕生する。
慶長2年（1597年）、前田利長に仕えて550石を与えられ、のちに100石を加増され大小将となり、慶長8年（1603年）に200石を加増され大小将頭となる。
慶長15年（1610年）に父、重久が隠居すると家督を継いで大聖寺城の守将を務めた。
慶長19年（1614年）の大坂冬の陣では弟の重以とともに先鋒を務めた。翌慶長20年（1615年）の大坂夏の陣では兜首15級を挙げたことにより3,500石を加増されて都合10,000石を食む大身となり、家老に取り立てられた。
しかし寛永18年（1641年）、金沢城下に重次はキリシタンであり、先年に高山右近が流罪となった際に棄教したものの内心では改宗していないと書き付けた高札が立てられ、これを受けて前田利常は重次を江戸に召喚するが、重次の宗派は禅宗であり、また、キリシタンであるという証拠も無く、結局は湯島・本郷に蟄居して、慶安4年（1651年）4月4日に死去した。
その後、重次の実子である盛昭、盛澄は父を埋葬したのち能登に帰国して閉居するが、万治2年（1659年）、前田綱紀は盛昭に1,000石、盛澄に300石、康隆の子の安定に200石を与えて家を興させた。なお、盛昭の系統は宝暦7年（1757年）に断絶するが、康隆の次男市兵衛の系統は人持組となり、知行1,000石を食んだ。